# Schaderhof (Ismaning)

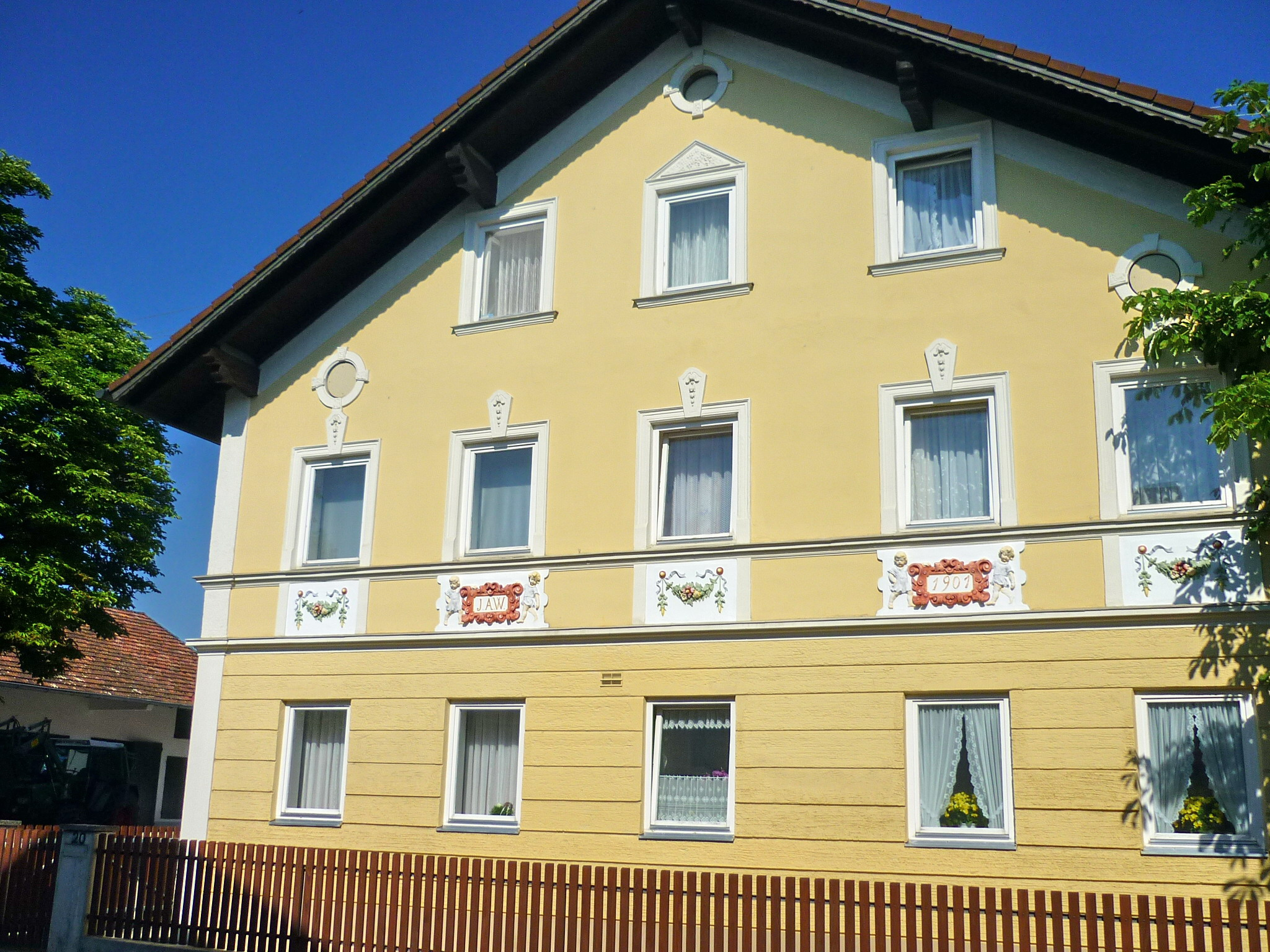
Schaderhof in Ismaning

Der denkmalgeschützte Schaderhof ist ein Bauernhaus ("Beim Schader", Wohnteil mit reichen Putz- und Stuckgliederungen, 1901) in der Gemeinde Ismaning (Oberbayern), Hauptstraße 20 (Aktennummer D-1-84-130-4).